# Gimnastyka artystyczna na Igrzyskach Azjatyckich 2018
Gimnastyka artystyczna na Igrzyskach Azjatyckich 2018 – jedna z dyscyplin rozgrywana podczas igrzysk azjatyckich w Dżakarcie i Palembangu. Zawody odbyły w dniach 27 – 28 sierpnia w Jakarta International Expo w stolicy Indonezji. Do rywalizacji w dwóch konkurencjach przystąpiło 37 zawodniczek z 14 państw.

## Uczestnicy
W zawodach wzięło udział 37 zawodniczek z 14 państw.
| Reprezentacja    | Liczba zawodników |
| ---------------- | ----------------- |
| Chiny            | 5                 |
| Filipiny         | 2                 |
| Indonezja        | 2                 |
| Japonia          | 4                 |
| Kazachstan       | 3                 |
| Kirgistan        | 2                 |
| Korea Południowa | 4                 |
| Korea Północna   | 3                 |
| Liban            | 1                 |
| Malezja          | 3                 |
| Mongolia         | 1                 |
| Sri Lanka        | 1                 |
| Tajlandia        | 2                 |
| Uzbekistan       | 4                 |
| 14 reprezentacji | 37                |

## Medaliści
| Konkurencja           | Złoto                                                                    | Srebro                                                                                     | Brąz                                                                    |       |
| --------------------- | ------------------------------------------------------------------------ | ------------------------------------------------------------------------------------------ | ----------------------------------------------------------------------- | ----- |
| Wielobój indywidualny | Alina Adiłchanowa                                                        | Sabina Tashkenbaeva                                                                        | Zhao Yating                                                             | [ 3 ] |
| Wielobój drużynowy    | Kazachstan · Dajana Abdirbiekowa · Alina Adiłchanowa · Adilja Tlekienowa | Uzbekistan · Asal Ikramova · Dildora Rakhmatova · Sabina Tashkenbaeva · Nurinisso Usmanova | Korea Południowa · Kim Chae-won · Kim Joo-won · Lim Se-eun · Seo Go-eun | [ 4 ] |

## Tabela medalowa
| Pozycja | Reprezentacja    | Złoto | Srebro | Brąz | Razem |
| ------- | ---------------- | ----- | ------ | ---- | ----- |
| 1.      | Kazachstan       | 2     | 0      | 0    | 2     |
| 2.      | Uzbekistan       | 0     | 2      | 0    | 2     |
| 3.      | Chiny            | 0     | 0      | 1    | 1     |
| 3.      | Korea Południowa | 0     | 0      | 1    | 1     |
| Razem   | Razem            | 2     | 2      | 2    | 6     |